# 钱瑛 (1903年)

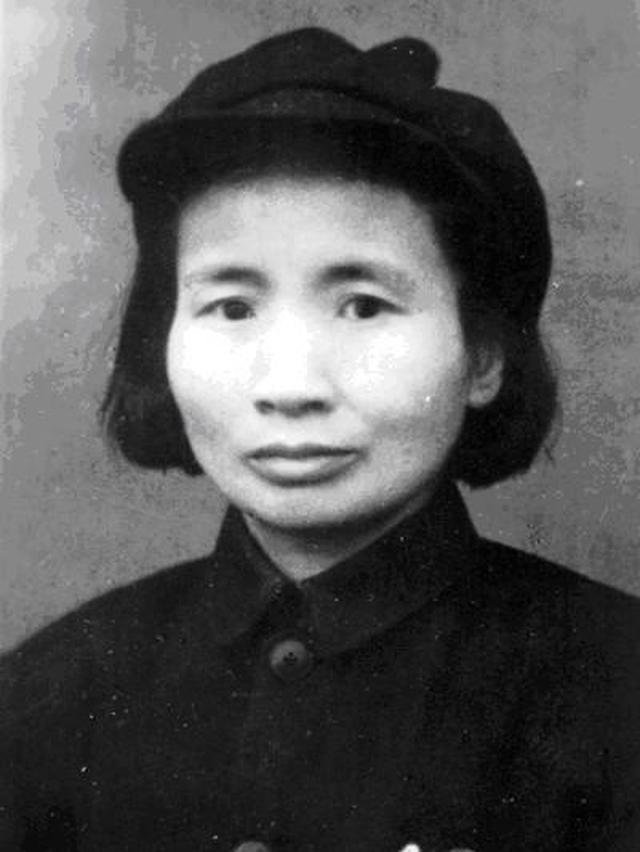

钱瑛（1903年5月14日—1973年7月26日），原名钱秀英，又名生桂，号海霞，曾用名彭友姑、陈萍等，女，生于湖北咸宁，祖籍湖北潜江，中国政治人物，中华人民共和国首任监察部部长。被中国共产党党内誉为“女包公”。

## 生平

### 出身
钱瑛祖籍湖北省潜江县周家矶，出生在一个“道德守旧，学问唯新”的家庭里。8岁时，即入私塾。也正是因为与新文化的接触，钱瑛对一些封建陋习深恶痛绝。她坚决不再纏足；反对父母包办婚姻，并以死来抗争。1923年，钱瑛进入湖北省女子师范学校读书；并开始了她的革命生涯。

### 早年
1927年3月，经吴瑞芝介绍，加入了中国共产主义青年团，同年转为中国共产党党员。土地革命时期，钱瑛在湘鄂西革命根据地先后担任洪湖和潜江县委的领导工作。
1928年7月，在上海从事地下黨工作，任中华全国总工会秘书兼交通。后与全国海员工会秘书长谭寿林结婚。然而新婚未满三个月（1929年初），钱瑛就被派赴苏联学习。刚到莫斯科共产主义劳动大学学习后不久，钱瑛才发现自己早已有孕在身。为了学习，她只好将生下来的女儿送进保育院代为抚养。在学习期满时，钱瑛不得已，只好将女儿独自留在苏联。1931年钱瑛回国后不久，被派往洪湖苏区工作。谭寿林再次被捕；于同年5月30日在南京英勇就义。
1933年初,钱瑛到中共江苏省委担任妇委工作。因遭人举报被捕。当年7月，她被解押到南京“模范监狱”。1937年8月，七七事变后国共两党再次合作，经周恩来的努力，钱瑛等被押的共产党员被释放出狱。
抗日战争和第二次国共内战时期她从事中共地下黨工作，多次被捕入狱。1940年，钱瑛调到南方局工作，担任驻川康特委代表、西南工作委员会书记。1946年，八路军办事处由重庆迁到南京梅园新村，中共中央重庆局改为南京局，钱瑛跟随周恩来到达南京，出任中共中央南京局组织部部长。1946年7月，国共和谈破裂，钱瑛奉命转到上海，被任命为上海局组织部长，分管组织工作及学生运动、青年工作。继续坚持在国民党的势力范围内展开斗争。

### 建国后
建国后，1954年9月钱瑛奉命出任中华人民共和国监察部第一任部长兼党组书记。由于1957年反右运动中监察部机关的鸣放，监察部存在的意义受到动摇。1959年4月，第二届全国人民代表大会第一次会议决定撤销监察部，职能改由中共中央监察委员会负责。1959年4月28日－1960年11月19日钱瑛任中华人民共和国内务部部长。
1960年，甘肃全省饿死上百万人的惨剧震动了中央，以内务部部长钱瑛为首的检查团来到甘肃。夹边沟农场當時有三千名被划为右派者，但糧食不足，大部分被餓死。钱瑛到张掖地区视察检查灾情，因司机迷路偶然发现夹边沟农场犯人大量死亡的情况。钱瑛将当时夹边沟农场的剩余人员全部遣返，救了幾百人。然後錢繼續迅速采取措施，奔波全省，“抢救人命”。

### 逝世
“文化大革命”中，时年64岁的钱瑛被以莫须有的罪名抓起来“隔离审查”，并受到迫害。1972年4月，钱瑛确诊患了肺癌，住进北京日坛医院“监护治疗”。钱瑛于1973年7月26日去世，终年70岁。

## 身后
1978年3月23日，经中共中央批准，为钱瑛平反，并将其骨灰移至八宝山革命公墓。